# Point de vue d'un gardien de nuit
Pour plus de détails, voir Fiche technique et Distribution.
Du point de vue d'un gardien de nuit est un documentaire réalisé par Krzysztof Kieślowski en 1977. Il brosse le portrait d'un gardien d'usine avec une attitude fanatique envers la discipline. Le documentaire vise à montrer comment un système totalitaire peut façonner un citoyen en un individu impitoyable et absolument obéissant, poursuivant aveuglément des objectifs idéologiques.

## Synopsis
Le film est basé sur les monologues d'un gardien d'usine, Marian Osuch, qui raconte sa vie. Le gardien de nuit aime contrôler les gens et fait son travail avec diligence. Il vérifie soigneusement ce qui entre et sort de l'usine, s'assure que les employés perforent leurs cartes de travail selon les règlements, et est un fanatique méticuleux de la discipline. Il aime les westerns, dit-il devant la caméra : « Ce que j'aime le plus c'est les films de guerre. Vous savez, les films de cowboys, dans le genre… S'il y a des tirs ou une bataille je suis content ». Après le travail, il contrôle de sa propre initiative les pêcheurs  et participe aux tests d'obtention de licence de pêche. Les conséquences de son activité sont des saisies de matériel, des convocations devant le comité de discipline, le placement d'enfants dans des établissements pour mineurs. Cependant, le gardien est absolument convaincu de la justesse et de l'efficacité de ces interventions :« Eh bien, j'envoie cette lettre (...) et nous plaçons l'enfant dans une maison de correction. Et c'est un enfant qui apprend et il sort de détention juvénile. Et il devient un enfant idéal ».
Le portier est également montré dans des situations privées. Il s'achète un berger allemand et le forme de façon inepte. L'une des scènes montre le moment où Osuch apprend à son fils adolescent à nouer une cravate. Bien qu'il s'adresse à lui avec une attention paternelle, il critique fortement la jeunesse contemporaine : « Je pense aussi que ces adolescents ont peut-être trop de liberté, ils ont besoin d'être mis en laisse. (...) Je n'aime pas (...) qu'ils aient les cheveux longs, (...) des pantalons longs (...) élargis ou étroits, (...) des moustaches, des barbes, vous savez, des rouflaquettes. Eh bien... j'en porte aussi, (...) bien, mais ce n'est pas ça qui rend un homme agressif. Je n'aime pas ces jeunes vous savez. »
Il soutient le système politique dominant, il ne comprend pas les citoyens mécontents du régime communiste. Il considère que la discipline est de la plus haute importance : « Les règlements sont plus importants en tant qu'homme, je veux dire, quand un homme ne s'applique pas - il perd, tombe dans un marécage et puis, monsieur, cet homme disparaît. Et les enfants doivent également respecter ces règlements, ainsi que les adultes qui vivent, monsieur, dans le monde. » Il est également en faveur de la peine de mort et des exécutions publiques comme un avertissement aux autres : « Je pense (...) selon mon esprit, qu'il doit y avoir cette peine de mort, (...) faire une telle (...) potence, un tel tribunal, et lui donner cette peine de mort, simplement le pendre en public, des dizaines, des centaines de personnes verraient. »
La dernière scène montre un groupe d'enfants visitant l'usine. L'enseignant, montrant le personnage principal, demande : « Quel est le nom de cet homme ? » Le petit garçon dit : « Cet homme s'appelle... » et il ne finit pas sa phrase, les autres enfants restant silencieux.

## Production
Kieślowski prévoit de réaliser un film sur un garde fanatique avant même qu'il ne rencontre Marian Osuch. Il s'inspire de notes d'un autre garde aux convictions similaires, dont le comportement et les opinions lui ont permis de découvrir une sorte de « nouvel homme », un serviteur impitoyable endoctriné par la propagande du parti. Malheureusement, l'auteur du journal s’avère être un personnage inadapté pour un film. Le réalisateur commence donc à chercher le personnage principal du scénario déjà créé. Marian Osuch est choisi par Kieślowski parmi de nombreux autres candidats, car non seulement il a une mentalité similaire à celle du premier cobaye, mais il répond également bien à la caméra. Kieślowski commence son travail avec lui en enregistrant les déclarations du protagoniste sur une cassette. Le réalisateur a non seulement enregistré passivement les actions de son protagoniste, mais il utilise également la mise en scène et la provocation. Le berger allemand, qui apparaît dans trois scènes du film, est spécialement acheté pour la production. L'observation des berges est également organisée par Kieślowski. Lors d'une scène de vol recrée, le garde accepte même de jouer la comédie sous la direction du réalisateur.
Le film est réalisé sur la bande de film colorée ORWO aux dimensions 35 mm de large et 463 m de long.

## Sortie
La sortie du film est d'abord arrêté par la censure. La première a eu lieu lors du 19e festival national du court métrage de Cracovie en 1979. Le film est également présenté dans d'autres festivals de cinéma. Il n'a cependant jamais été diffusé au cinéma. En 1980, le réalisateur refuse de le passer à la télévision par crainte d'attaques contre son personnage. Le documentaire n'est diffusé devant un large public qu'après la mort de Kieślowski en 1996.